# Super Street Fighter II: The New Challengers
Super Street Fighter II (Japans: スーパーストリートファイターⅡ) is een computerspel dat werd ontwikkeld en uitgegeven door Capcom. Het spel kwam in 1993 uit als arcadespel. Een jaar later werd het uitgebracht voor verschillende homecomputers. Het spel is het vervolg op Street Fighter II Turbo en Street Fighter II Championship. Het bevat vier nieuwe karakters en stages waarmee het totaal aantal op zestien komt.

## Platforms
| Jaar | Platform                                      |
| ---- | --------------------------------------------- |
| 1993 | Arcade                                        |
| 1994 | FM Towns, SNES, Sega Mega Drive, Sharp X68000 |
| 1995 | Amiga, Amiga CD32                             |
| 1996 | DOS                                           |
| 2007 | Wii Virtual Console                           |
| 2013 | Wii U Virtual Console                         |

## Ontvangst
| Beoordeeld door                     | Platform        | Datum             | Score |
| ----------------------------------- | --------------- | ----------------- | ----- |
| The Video Game Critic               | SNES            | 29 september 1999 | 100%  |
| Game Players                        | Sega Mega Drive | juli 1994         | 96%   |
| Game Players                        | Sega Mega Drive | oktober 1994      | 90%   |
| GamePro (USA)                       | Sega Mega Drive | augustus 1994     | 90%   |
| Digital Press - Classic Video Games | Sega Mega Drive | 26 september 2005 | 80%   |
| IGN                                 | Wii             | 7 februari 2008   | 80%   |
| Amiga Joker                         | Amiga           | september 1995    | 73%   |
| Electronic Gaming Monthly (EGM)     | Sega Mega Drive | september 1994    | 68%   |
| Defunct Games                       | Wii             | 27 april 2012     | 58%   |
| PC Games (Duitsland)                | DOS             | juni 1996         | 48%   |